# Potter (Wisconsin)
Potter é uma vila localizada no estado norte-americano de Wisconsin, no Condado de Calumet.

## Demografia
Segundo o censo norte-americano de 2000, a sua população era de 223 habitantes.
Em 2006, foi estimada uma população de 241, um aumento de 18 (8.1%).

## Geografia
De acordo com o United States Census Bureau tem uma área de
1,4 km², dos quais 1,4 km² cobertos por terra e 0,0 km² cobertos por água. Potter localiza-se a aproximadamente 249 m acima do nível do mar.

## Localidades na vizinhança
O diagrama seguinte representa as localidades num raio de 16 km ao redor de Potter.